# Direction de la protection de la jeunesse
Cet article possède un paronyme, voir Direction de la protection judiciaire de la jeunesse.
« DPJ » redirige ici. Pour la France, voir Direction de la police judiciaire.
Pour les articles homonymes, voir DPJ.
 (septembre 2014).
Améliorez-le ou discutez des points à vérifier. 
Au Québec, la Direction de la protection de la jeunesse (DPJ) est constituée du personnel administratif et des « personnes autorisées » qui travaillent sous l’autorité du Directeur de la protection de la jeunesse. Ces personnes ont la responsabilité d'appliquer la Loi sur la protection de la jeunesse.
La Loi sur la protection de la jeunesse (1977, amendée en 2006; amendée en 2017) a confié son application à une personne, le Directeur de la protection de la jeunesse, et non pas à un organisme impersonnel. Il y a 19 directeurs de la protection de la jeunesse au Québec, certaines régions administratives ayant plus d’un directeur. Même si l’application de la loi implique plusieurs personnes et des services distincts, en dernière instance, la ligne d’autorité est celle du Directeur de la protection de la jeunesse qui est responsable des décisions prises en son nom. Au sens de la « Loi sur les services de santé et les services sociaux », c’est un des centres jeunesse qui est l’établissement qui gère un « Centre de protection de l’enfance et de la jeunesse ».
Depuis 2015, la réorganisation du réseau de la santé et des services sociaux (projet de loi 10), fait en sorte que les Centres jeunesse sont fusionnés avec d'autres établissements par la création des centres intégrés (universitaires) de santé et de services sociaux (CISSS et CIUSSS). La Direction de la protection de la jeunesse est une entité administrative distincte à l’intérieur d’un CISSS ou d'un CIUSSS.

## Responsabilités exclusives
Au sens de la « Loi sur la protection de la jeunesse » (art. 32) « Le Directeur et les membres de son personnel qu’il autorise à cette fin exercent, en exclusivité, les responsabilités suivantes :
- déterminer la recevabilité du signalement de la situation d’un enfant dont la sécurité ou le développement est ou peut être considéré comme compromis;
- décider si la sécurité ou le développement d’un enfant est compromis ;
- décider de l’orientation d’un enfant ;
- réviser la situation d’un enfant ;
- décider de fermer le dossier ;
- exercer une tutelle ;
- recevoir les consentements généraux requis pour l’adoption ;
- demander au tribunal de déclarer un enfant admissible à l’adoption ;
- décider de présenter une demande de divulgation de renseignements… »

(« Loi sur la protection de la jeunesse », Gouvernement du Québec, 2006)

## Pouvoirs
Les personnes autorisées par lui peuvent enquêter sur tout ce qui relève de la compétence du Directeur de la protection de la jeunesse. (art. 35.1) Tout citoyen est tenu de collaborer à l’enquête qu’elles mènent. Outre le pouvoir de prendre une mesure d’urgence, les personnes autorisées peuvent demander et obtenir d’un juge de paix un mandat de rechercher et d’amener devant le directeur, un enfant pour lequel, ils n'ont aucun motif, mais qu'on peut croire que sa sécurité ou son développement est ou peut être compromis. Elles ont l’appui des forces policières dans l’exécution de leurs fonctions.

## Organisation des services

### Signalement
Le nombre de signalements traités à l'échelle de la province par les DPJ du Québec au cours des dix dernières années est passé de 60 091 à 80 540 par an pour une population mineure en diminution constante chiffrée à quelque 1 523 000 jeunes en 2013,. De ce nombre, environ 40 % sont retenus pour évaluation et 60 % ne sont pas retenus par la Direction de la protection de la jeunesse.

#### Urgence sociale
Les services d’un centre de protection de l’enfance et de la jeunesse doivent être accessibles 24 heures sur 24. Dans la plupart des Centres jeunesse cette obligation a entraîné la mise sur pied d’un service d’Urgence sociale où des personnes autorisées peuvent le soir et la nuit recevoir des signalements et décider, s’il y a lieu, de prendre des mesures d’urgence, parfois en se rendant à domicile.

#### Réception et traitement des signalements
Un service spécifique de la DPJ est responsable de la réception et du traitement des signalements. Les personnes autorisées de ce service recueillent les faits signalés, font les vérifications complémentaires et décident si le signalement est retenu pour évaluation et s’il doit donner lieu à des mesures d’urgence. Elles travaillent en complémentarité avec les employés de l’urgence sociale et ceux des équipes d’évaluation.
Une personne qui s’interroge sur le rôle à tenir concernant un enfant peut consulter ce service de la DPJ avant de décider de faire un signalement. Elle est amenée à décrire les faits qu’elle a elle-même constaté, ou qu’on lui a rapporté, et évalue par elle-même s’ils représentent à ses yeux des faits suffisants pour croire que la sécurité ou le développement de l’enfant est ou peut être compromis. Un signalement peut se faire par téléphone, par écrit ou plus exceptionnellement verbalement, lors d’une rencontre. L’identité du signalant ne peut être dévoilée sans son consentement. Tout comme les personnes autorisées, un signalant ne peut être poursuivi pour un geste posé de bonne foi, dans le but de protéger un enfant. Avec le temps, tous les acteurs de la chaine ont été  assurés de l'impunité la plus totale car quand bien même qu'un geste serait préjudiciable pour l'enfant, faut-encore démontrer la mauvaise foi de l'intervenant ou du signalant.
Si le signalement est retenu, la situation est référée à une personne autorisée pour évaluation et l’orientation de la situation.

#### Mesures de protection immédiate (48h)
Lorsque la situation signalée est suffisamment grave pour justifier que l’on puisse croire que l’enfant est en danger dans son milieu, le directeur peut retirer immédiatement l’enfant. Il peut le confier, selon les pouvoirs qui lui sont conférés par l'article 46 de la LPJ (loi sur la protection de la jeunesse), pour un délai de 48 heures (avec possibilité de prolongation de 5 jours ouvrables, au besoin, selon l'article 47 de la même loi), à un centre de réadaptation, un centre hospitalier, une famille d’accueil, un organisme approprié ou toute autre personne. Lorsque l’enfant est confié pour hébergement à un établissement, celui-ci est tenu de le recevoir. Les parents sont informés des mesures de protection immédiate prises. Ils sont rencontrés rapidement pour évaluer la nécessité de maintenir un retrait d'une durée maximale de 60 jours supplémentaires (délais maximal). Si les parents sont d'accord, une entente provisoire peut être signée entre les parties, soit la personne autorisée, les parents, et l'enfant de 14 ans et plus.
Si les parents, ou l'enfant de 14 ans et plus s'opposent au placement et que la personne autorisée demeure convaincue qu’il serait dangereux pour l’enfant de retourner dans sa famille dans les 30 prochains jours, le tribunal de la jeunesse sera saisi pour des mesures provisoires et c'est un juge qui décidera si l'enfant sera maintenu en famille d'accueil, à la suite du 0-5 jours, ou pas.

### Évaluation de la situation
Après avoir décidé de la recevabilité d'un signalement, le directeur de la protection de la jeunesse doit évaluer si les faits signalés sont fondés et, si tel est le cas, s'ils compromettent la sécurité et / ou le développement de l’enfant. La personne chargée de cette évaluation analyse la situation avec l’enfant, ses parents et les autres personnes concernées. Elle vérifie les faits signalés, elle apprécie la gravité de la situation, elle considère la vulnérabilité de l’enfant compte tenu de son âge, son état physique ou mental, elle évalue la capacité des parents compte tenu de leur reconnaissance de la situation, de leurs ressources et leurs difficultés personnelles et elle investigue les ressources de l’entourage familial susceptibles de les soutenir. À la suite de cette évaluation il peut s’avérer que les allégations ne sont pas fondés, ou que les allégations sont fondés et que la sécurité ou le développement de l’enfant ne sont pas compromis. Le dossier est alors fermé. Si les clients le souhaitent, on peut les orienter vers les établissements, organismes ou personnes susceptibles de les aider. S’il y a compromission la personne autorisée prend la situation en charge en décidant de l’orientation de l’enfant et du choix de régime.

#### Orientation de l’enfant et choix de régime
À la suite de l’évaluation de la situation, l'orientation de l’enfant est la détermination des mesures à prendre dans son intérêt. (art. 51) L’évaluateur peut proposer aux parents et à l’enfant âgé de 14 ans ou plus une  "entente" écrite  [qui vaut aussi aveu judiciaire des allégations du signalement ] sur mesures volontaires ou saisir la Chambre de la jeunesse de la situation.
L’article 54 de la Loi sur la protection de la jeunesse stipule les mesures que la personne autorisée peut proposer dans une entente sur mesures volontaires. Même lorsque des mesures d’urgence ont été prises, à la suite de l’évaluation, ce n’est pas dans toutes les situations qu’un placement de l’enfant (art. 54 g) est proposé. Les clients ont le droit de refuser les mesures proposées, à leurs risques et aux périls de leurs enfants. La personne autorisée doit favoriser leur adhésion autant que possible.
Si dans un délai de 10 jours aucune entente ne survient, ou si un traitement judiciaire de la situation est d’emblée jugé préférable, une requête en protection est soumise à la Chambre de la jeunesse et des procédures judiciaires s’enclenchent. L’enfant et ses parents peuvent y être représentés. Les auditions sont à huis clos et personne ne peut diffuser, de quelque façon que ce soit, une information permettant d’identifier l’enfant ou les parents ou un témoin impliqués. (art. 83). La Commission des droits de la personne et des droits de la jeunesse peut en tout temps être représentée pendant la procédure.
La procédure est l’enquête du juge de la Chambre de la jeunesse. Les conclusions recherchées par la DPJ sont signifiées au(x) parent(s) ordinairement juste avant la tenue de l'audience. Si nécessaire, le juge peut ordonner pendant l’instance la production d’évaluations sociale complémentaire, psychologique ou médicale.
Avant de rendre sa décision finale, le juge peut rendre des décisions provisoires qui valent entre les dates de comparutions. S’il en vient à la conclusion que la sécurité ou le développement d’un enfant est compromis, sa décision réfère aux mesures de l’article 91 de la Loi sur la protection de la jeunesse. C’est au Directeur de la protection de la jeunesse que le juge confie l’exécution de ces mesures ordonnées. Il est rarissime que l'ordonnance du juge s'écarte des conclusions recherchées par la DPJ.

### Exécution de l’entente ou de l’ordonnance
Dans sa responsabilité de « s’assurer » que les services requis soient dispensés (art. 54) et de « voir » à l’exécution des mesures ordonnées, (art. 91) le Directeur de la protection de la jeunesse n’a pas à mandater les personnes de la Direction de la protection de la jeunesse (DPJ) directement sous son autorité. Les Centres jeunesse, comme organismes opérant un Centre de protection de l’enfance et de la jeunesse, ont des équipes constituées de travailleurs sociaux et d’éducateurs spécialisés. Ils disposent aussi des services des employés des Centres de réadaptation ou des foyers de groupes et d’un réseau de familles d’accueil. Ils peuvent aussi collaborer avec d’autres organismes comme les écoles, les centre locaux de services communautaires, les hôpitaux et les organismes communautaires, etc.
Le Directeur de la protection de la jeunesse mandate une personne employée des Centres jeunesse en lui confiant une « autorisation » pour intervenir dans la situation d’un enfant et de sa famille. Cette personne a la responsabilité du plan d’intervention dans lequel elle implique l’enfant et ses parents et, s’il y a lieu, les autres personnes des Centres jeunesse impliqués dans la dispensation des services. Si d’autres organismes sont impliqués dans les services dispensés, elle coordonne le plan de services individualisés.
L’application des mesures dépend beaucoup de l’implication des parents et des moyens qu’ils prennent pour régler la situation problème. Le professionnel responsable de la situation les rencontre régulièrement. Il identifie avec eux les difficultés à travailler. Un éducateur intervenant à domicile peut parfois être mis à contribution. Il conseille les clients et surveille ouvertement leur respect de toutes les mesures convenues ou ordonnées et des objectifs partagés. Des programmes ou ressources internes ou externes peuvent également être utilisés.
Dans près de 60 % des situations, l’application des mesures convenues ou ordonnées se fait dans la famille ou lorsque l'enfant est confié à un proche significatif.

### Révision de la situation
Pour respecter l’autorité du Directeur de la protection de la jeunesse, la personne responsable de l’application des mesures travaille en informant périodiquement le réviseur au dossier. Elle ne peut modifier les mesures sans son accord. Tout dépendant de l’évolution de la situation elle apporte au réviseur toute l’information nécessaire pour que celui-ci puisse prendre la meilleure décision possible.
La révision détermine si le Directeur doit poursuivre les mesures, en proposer d’autres, notamment en planifiant un retour de l’enfant chez ses parents, saisir le tribunal pour obtenir une révision ou une prolongation d’ordonnance, demander pour se faire nommer tuteur ou faire nommer un tuteur à l’enfant, agir pour faire adopter l’enfant, ou, ultimement, mettre fin à l’intervention du Directeur de la protection de la jeunesse dans la situation.
La loi prévoit des délais maximum à respecter pour réaliser la révision.

## Accueil familial en situation de protection de la jeunesse
«En 2017, le projet de loi 99 modifiant la Loi sur la protection de la jeunesse […] est adopté. Il favorise entre autres la participation des accueillants dans le processus judiciaire lors de la prise de décision du déplacement de l’enfant dans un autre milieu de vie et lors de la révision des mesures de protection. » Le rôle de parents d’accueil est solidifié en tant qu’«une fonction reconnue légalement comme professionnelle.» Les familles d’accueils, même celles apparentées à l’enfant accueillit, doivent obtenir une accréditation de l’État. «Alors que les luttes des familles d’accueil visaient une meilleure reconnaissance de leur tâche et de meilleures conditions, elles se retrouvent à devoir « prouver » la qualité des services qu’elles offrent.» Leur identité d’accueillant devient ambiguë, causant une répercussion au sentiment d’appartenance familial. Ringuette et Guénette suggèrent notamment d’augmenter la formation et le soutien offerts aux familles accueillantes. Leur recherche suppose qu’un assouplissement de l’encadrement légal des familles d’accueils, notamment au niveau de la sévérité de l’évaluation et de l’accréditation, pourrait faciliter leur partenariat avec la protection de la jeunesse.

Les chercheuses Ariane Boyer et Raphaële Noël décrivent le phénomène de «parents funambules» pour désigner le sentiment partagé par les parents d’accueil interrogés lors de leur recherche. Ils se sentent «à la fois parents et non parents». Ils soulèvent une certaine précarité inhérente à cette position qui résulte notamment d’une oscillation entre désir d’accueil et désir d’enfant, d’où l’appellation de parent funambule. Elles soulignent aussi le contexte de méfiance dans lequel s'inscrit l'état de parent d'accueil, notamment avec les parents d'origine. D’une part, la famille d’accueil doit «considérer l’enfant comme le leur, sans oublier qu’il ne leur appartient pas.» Un sentiment de méfiance ressenti par le parent d’origine face à la famille d’accueil peut être transmit à l’enfant et rendre la relation et les soins pour ce dernier difficile.

## Critiques
Certaines pratiques autour de l'application de la LPJ par le système de la protection de l'enfance au Québec font l'objet de nombreux griefs. La confidentialité qui entoure les cas soumis à la DPJ empêche de mesurer l'ampleur des critiques à son endroit, si bien que l'idée d'une enquête publique sur l'ensemble de la Direction de la protection de la jeunesse semble, selon certains observateurs, l'option la plus souhaitable. Le film Les Voleurs d'enfance a largement contribué à briser le silence des familles, parents et enfants s'estimant injustement traités par la DPJ. Un certain nombre de poursuites juridiques de grande envergure ont été médiatisées (voir section Contestations juridiques), mais les divulgations publiques de situations problématiques restent rares, les parents et parfois les enfants craignant d'aggraver davantage leur cas aux yeux de la DPJ. Les divulgations publiques de situations s'étant bien déroulées et qui ont été bénéfiques pour les familles sont également rares, encore une fois à cause de la confidentialité des dossiers, qui est exigée par la Loi.
La Société d'aide et d'information aux victimes de la DPJ (SAIVDPJ) dit recevoir une trentaine d'appels par semaine. Annie B. Côté, la coordonnatrice de cet organisme, fait état de témoignages « de signalements qui n'ont pas lieu d'être et d'intervenants qui sont irrespectueux ». Selon des personnes qui contactent la SAIVDPJ, certains intervenants du DPJ « vont même jusqu'à mentir pour retirer la garde des enfants ».
Le reportage d'Enquête « Les secrets de la rue Desjardins » a mis en évidence la lenteur avec laquelle la DPJ a réagi aux plaintes répétées de citoyens, d’intervenants, notamment de médecins, dans une situation d'urgence impliquant de nombreux jeunes enfants. Des éducatrices et le Docteur Gilles Julien ont porté plainte au centre Jeunesse responsable et à la DPJ, respectivement, sans succès. Il aura fallu que les enquêteurs de l'émission-phare de la télévision d'état diffusent un reportage pour que la DPJ ferme enfin un foyer où les enfants, mal nourris et négligés, vivaient dans des conditions dangereuses.
« Faire un signalement, c'est déjà protéger un enfant! », tel est le slogan de la Direction de la protection de la jeunesse. La réalité est cependant plus complexe,,.

### Évaluation de la Loi de la protection de la jeunesse (2020)
En vertu de la Loi sur protection de la jeunesse, une évaluation des effets et limites de cette dernière culmine en un troisième rapport d’évaluation présenté au Ministère de la santé et des services sociaux, paru en 2020, intitulé «L’évaluation des impacts de la Loi sur la protection de la jeunesse : Point de mire sur la réunification familiale et le replacement.»
Le rapport soulève que «la capacité du système de protection québécois à assurer un milieu de vie permanent pour les enfants demeure un défi.» Le but ultime de la LPJ est, lorsque possible, la réunification familiale de l’enfant avec sa famille d’origine. «La réunification est souvent utilisée (entre 23% et 62% des cas), mais elle résulte en un replacement dans un nombre considérable de cas, variant entre 14% et 64% selon l’âge, la durée d’observation et le type de cohorte.» La LPJ prévoit une durée maximale de placement d’enfant avant l’objectif de réunification familial, mais l’évaluation conclut que la durée est souvent dépassée. Les enfants passent aussi plus de temps cumulé en placement selon l’évaluation de 2020 que les rapports précédents.

### Appel à une réponse écosystémique aux situations de négligences
En 2022, l’Institut national d’excellence en santé et en services sociaux (INESSS), publie un rapport intitulé «Besoins des enfants à risque ou en situation de négligence et ceux de leur famille.» La recommandation principale est de besoin de développer une réponse écosystémique selon les besoins des enfants vulnérables pris en charge par la DPJ. Une réponse écosystémique implique d’évaluer les causes systémiques de la situation de négligence afin de développer une réponse durable et éviter les replacements. Le rapport conclut que «les conséquences de l’exposition à la négligence ne sont pas toutes immédiates. Celles qui ont été observées à plus long terme appellent la mise en œuvre d’interventions basées sur le parcours de vie de chaque enfant et adaptée à ses besoins et aux stades de son développement.»

## Le profilage racial et la problématique de la surreprésentation des enfants noirs
Au Québec, comme d’ailleurs au Canada et aux États-Unis, les jeunes des familles noires, ainsi que ceux  des communautés autochtones, sont surreprésentés dans les systèmes de protection de la jeunesse. En ce qui concerne les jeunes autochtones, une étude a révélé que, en 2000-2002, leur taux de présence dans les systèmes de protection de la jeunesse à travers le Canada (30-40 %) était au moins six fois supérieur à leur poids dans la population canadienne (5 %).
Le Québec traine en effet un héritage  institutionnel d'abus d'enfants, commençant avec l'internement, dans des institutions de tutelle des enfants autochtones canadiens dans les années 1930, puis avec l'abus systématique et la torture de plus de 20 000 enfants lors du cas connu comme « Les Orphelins de Duplessis » vers les années 1940-1960.
Une étude de Léonel Bernard et de Christopher McAll avait révélé, à partir de données datant de 1997, que les jeunes Québécois d’origine haïtienne de moins de 18 ans étaient deux fois plus susceptibles que les jeunes Québécois d’origine canadienne-française d’être signalés au DPJ. Les jeunes d’origine haïtienne se voyaient plus souvent attribuer un code d’urgence prioritaire dans le traitement des dossiers (22 % contre 16 %), étaient plus souvent retirés d’urgence de leur famille lorsque leur signalement était retenu (59 % contre 45 %) et avaient plus de risques de ne pas y retourner par la suite. Enfin, leur situation était plus souvent «judiciarisée» (68 % contre 52 %) et ils étaient plus nombreux à faire l’objet d’un placement (65 % contre 50 %). Les professionnels de la santé  et du milieu scolaire constituaient la source première de leur signalement des familles noires, contrairement aux jeunes  de la majorité qui sont signalés d’abord et avant tout par la famille immédiate ou élargie.
Les résultats d’une autre  étude publiée en 2009, menée cette fois par Chantal Lavergne, Sarah Dufour et leurs collègues, qui portait sur l’ensemble des enfants dont le signalement a été retenu par le DPJ en 2007-2008 nuançaient, et à certains égards, contredisaient les conclusions de Bernard et McAll. Cependant une large surreprésentation des enfants noirs dans le système de protection de la jeunesse était impossible à éluder.
Cette surreprésentation trouve sa source au signalement, demeure stable à l’étape de l’évaluation, mais s’amenuise quelque peu à l’étape de l’orientation. Curieusement, les jeunes Noirs font moins souvent l’objet de mesures de protection, notamment sous forme d’un retrait du milieu familial, que les jeunes Blancs et ceux des minorités visibles.
Les auteurs  concluent qu’il semble exister chez les professionnels de la santé, de l’éducation et des services sociaux un «a priori défavorable aux Noirs » dans la détermination des situations de compromission. Ce biais semble quelque peu atténué par le DPJ lors du processus d’évaluation et d’orientation.
L’Association  des centres jeunesse du Québec (ACJQ), fait valoir que la surreprésentation des jeunes des  communautés noires dans le système de protection ne peut être réduite à une question de profilage  racial.
Effectivement, les indicateurs de négligence correspondent, à plusieurs égards, à des indicateurs de pauvreté. Il suffit pour s’en convaincre d’examiner les formes que peut prendre la négligence parentale au sens de l’article 38 de la LPJ.
Or  quel que soit l’indicateur de pauvreté considéré, les  communautés noires au Québec connaissent des taux de défavorisassions supérieurs comparativement à tous les autres groupes. La chercheuse Esther Belony conclut, dans une analyse comparative, que  « les enfants de familles immigrantes haïtiennes seraient [parfois] victimes [de la DPJ à cause] des conditions socioéconomiques précaires dans lesquelles évoluent leurs familles».
De l’avis de la Commission des droits de la personne et des droits de la  jeunesse, la source de la surreprésentation des jeunes Noirs au sein du système de « protection » est attribuable à un décalage entre les perceptions des signalants et la réalité (le racisme ambiant auprès  des sources de la DPJ). Cependant, au niveau systémique, ce constat n’autorise pas les centres jeunesse à faire l’économie d’une réflexion critique sur leurs interventions et leurs pratiques afin de s’assurer que ces dernières sont exemptes de biais discriminatoires qui reposeraient sur des critères étrangers, voire contraires, au meilleur intérêt de l’enfant (noir).
Voilà pourquoi, le 25 mars 2011, la Commission des droits de la personne et des droits de la  jeunesse recommandait entre autres ceci : « que le ministère de la santé et des services sociaux (MSSS), en collaboration avec le ministère de l'éducation, des loisir et du sport (MELS) dispense aux professionnels de l’éducation, de la santé et des services sociaux une formation interculturelle et antiraciste visant à réduire les mauvaises interprétations de la dynamique familiale qui a cours chez les jeunes des minorités raciales  et issues de l’immigration ».

### Film documentaire
- Les Voleurs d'enfance. Film documentaire réalisé par Paul Arcand, journaliste et animateur de radio québécois, en 2005.

#### Contestations juridiques
- Poursuite de 3,5 millions $ contre la DPJ. Radio-Canada. Nouvelles. 6 août 1999.
- Des parents en furie contre le DPJ, Le Jacques Quartier. 7 janvier 2008
- Pineault, Jean-Philippe, Film d'horreur à la DPJ, EX-Rue Frontenac, mardi, 22 décembre 2009.  « Pour empêcher une mère de famille d’avoir accès à ses enfants, une intervenante sociale de la DPJ a usé de méthodes dignes d’un film d’horreur, allant jusqu’à écrire une lettre de menaces de mort et à envoyer des morceaux de rongeur et de chat découpés dans des boîtes. […] Le jugement relate que l’intervenante sociale a agi de la sorte parce qu’elle souhaitait venir en aide à l’un des enfants, dont l’histoire était similaire à celle qu’elle avait elle-même vécue. »
- « La SAIVDPJ réclame une enquête publique », L'Express - Drummondville, 2010 (consulté le 28 mai 2013)
- Décès de Rébecca Lévesque: poursuite de 1 million $ contre la DPJ et le centre jeunesse. La Presse. 22 octobre 2012.
- Massicotte, N. Abus sexuels: poursuite de 930 000 $ contre la DPJ. La Presse. 30 mars 2012.
- Montgomery, Sue. Pregnant woman sues Batshaw, social worker. Montreal Gazette. 21 septembre 2012.
- Meurtres des filles Shafia: examen de conscience à la DPJ. 1er février 2012. La Presse.